# مزرعه دیمور
مزرعه دیمور، روستایی در دهستان بغراطی بخش بغراطی شهرستان رزن در استان همدان ایران است.

## جمعیت
بر پایه سرشماری عمومی نفوس و مسکن در سال ۱۳۹۵، جمعیت این روستا برابر با ۲۱۵ نفر (۵۹ خانوار) بوده‌است.